# Messier 34
Messier 34 (M 34 o NGC 1039) és un cúmul obert a la constel·lació de Perseu. Va ser descobert per Giovanni Battista Hodierna abans de 1654 i inclòs per Charles Messier en el seu catàleg d'objectes en 1764.
L'M34 hi és a una distància d'uns 1.400 anys llum de la Terra i conté unes 100 estrelles. Les darreres estimacions li atorguen una edat d'uns 180 milions d'anys. Abasta uns 35' en el cel el que equival a un ràdio veritable de 7 anys llum. El cúmul és només visible a ull nu en condicions molt fosques, lluny de les llums de les ciutats. Es pot apreciar bé amb binoculars.